# Peltidium
Peltidium (łac. scutum) – obecna na prosomie niektórych szczękoczułkowców tarczka. W przypadku gdy jest podzielna nosi nazwę schizopeltidium.
Schizopeltidium może być podzielne na 3 części nazywane kolejno: propeltidium, mesopeltidium i metapeltidium (np. u solfug) lub na 2 części nazywane propeltidium i postpeltidium